# Bougran
Le bougran, autrefois souvent orthographié bocaran ou bouguerans ou bouguerant, désigne une « étoffe de lin, à date ancienne fine et précieuse, en provenance de Boukhara, devenue peu à peu plus grossière et employée surtout comme doublure » (DMF).
Dans le Livre de Marco Polo, le mot désigne un tissu précieux (au Malabar et à Cambay) et même extrêmement fin (à Machilipatam), aussi bien qu'en grosse laine pour pauvres (au Tibet).